# البسيتين (البحرين)
البسيتين هي قرية صغيرة تقع في الغرب الشمالي لجزيرة المحرق بالبحرين، وسُميت «البسيتين» بهذا الاسم نسبة إلى كثرة بساتينها. بعد استقرار الحكم في البحرين لآل خليفة أخذت القبائل القحطانية و العدنانية والعوائل تتوافد على البحرين واستقر بعضهم في منطقة البسيتين التي كانت قرية صغيرة أمام البحر.
أهم ما يميز موقع بلدة البسيتين هو خطها الساحلي الممتد على طول جانبيها الشمالي والغربي المطلان على مياه الخليج العربي، لكي يمنحا سكان المنطقة أحد أطول شواطئ المملكة. من الناحية الأخرى، فإن البسيتين يحدها من الجنوب الطريق المؤدي إلى مطار البحرين الدولي الذي يحدها من الناحية الشرقية ويفصلها طريق المطار عن مدينة المحرق الرئيسية.
فوق كل هذا، فإن بلدة البسيتين تتصل بشكل مباشر بمدينة المنامة وبجزيرة البحرين الرئيسية عن طريق جسر الشيخ عيسى بن سلمان والذي يمنح سكان هذه البلدة سهولة وسرعة الوصول إلى بعض من أفضل أحياء العاصمة مثل حي الجفير وضاحية السيف. 

## التسمية
سُميت «البسيتين» بهذا الاسم نتيجه لكثرة البساتين التي كانت موجودة فيها، و«البسيتين» هي تصغير لكلمة «بستان».

## الاقتصاد
كانت البسيتين تعتمد في اقتصادها بشكل أساسي على الأنشطة الزراعية وتجارة المحاصيل المختلفة وتشتهر بإنتاج التمر بسبب عدد أشجار النخيل الكبير بها. بالإضافة إلى ذلك، كما أن طول خط البلدة الساحلي جعل من اصطياد الأسماك أحد أهم الحرف التي يعتمد عليها سكانها.
أصبح هناك في الآونة الأخيرة اهتماماً متزايداً بتطوير قطاع المشاريع الترفيهية والتجارية فيها. 

## المرافق الرياضية
يوجد في بلدة البسيتين نادي البحرين ونادي البسيتين، اللذان يعتبران من أهم أندية البحرين الرياضية.

## قلعة الساية
بالقرب من شاطئ البسيتين قلعة «الساية» القديمة، وكان في وسطها عين ماء عذب يرتوي منه بحارة القرية عند دخولهم البحر للصيد. 

## المساجد الكبرى
تضم بلدة البسيتين العديد من المساجد الكبرى أبرزها مسجد راشد لوتاه ومسجد أبو حنيفة النعمان وجامع محمد بن يوسف الحسن.

## الأحياء السكنية والفرجان
أسماء الأحياء السكنية والفرجان قديماً:
- فريج الشيوخ
- فريج المضاحكة
- فريج البلوش
- فريج البنصفر